# Thripidae
Thripidae zijn een familie van tripsen (Thysanoptera). De familie kent 305 geslachten.

## Kenmerken
Dit tot 2 mm lang insect heeft een lichtgeel tot bruin of zwart lichaam met smalle, veervormige vleugels.

## Leefwijze
Deze insecten zuigen plantensappen, maar sommige soorten vallen andere insecten aan. Tijdens warm, vochtig weer kunnen deze 'onweersbeestjes' enorme zwermen vormen.

## Voortplanting
Sommige soorten kennen een ongeslachtelijke voortplanting. Meestal worden de eieren afgezet in plantenweefsels met behulp van hun kleine legboor. De nimfen ontwikkelen zich in planten of in de bodem.

## Verspreiding en leefwijze
Deze familie komt wereldwijd voor in bladstrooisel, op bladen, bloemen en vruchten van verschillende planten. Ze kunnen veel schade toevoegen aan landbouwgewassen, zoals tabak, katoen en meerdere soorten groenten, zoals bonen.

## Taxonomie
De familie kent de volgende onderfamilies:
- Dendrothripinae Priesner, 1925 (15 geslachten, 98 soorten: †4/6)
- Panchaetothripinae Bagnall, 1912 (40 geslachten, 141 soorten: †2/5)
- Sericothripinae Karny, 1921 (3 geslachten, 152 soorten)
- Thripinae Stephens, 1829 (247 geslachten, 1718 soorten: †13/64)

## In Nederland waargenomen soorten
- Genus: Anaphothrips
  - Anaphothrips euphorbiae - (Wolfsmelktrips)
  - Anaphothrips obscurus
- Genus: Aptinothrips
  - Aptinothrips rufus
- Genus: Chirothrips
  - Chirothrips manicatus
- Genus: Firmothrips
  - Firmothrips firmus - (Wikketrips)
- Genus: Frankliniella
  - Frankliniella intonsa
  - Frankliniella occidentalis - (Californische trips)
  - Frankliniella tenuicornis
- Genus: Limothrips
  - Limothrips cerealium
- Genus: Rubiothrips
  - Rubiothrips silvarum - (Walstrotrips)
- Genus: Thrips
  - Thrips angusticeps - (Vroege akkertrips)
  - Thrips atratus - (Zwarte Trips)
  - Thrips flavus
  - Thrips fuscipennis
  - Thrips linarius - (Vlastrips)
  - Thrips major
  - Thrips minutissimus
  - Thrips physapus
  - Thrips validus